# Friedrich Adalbert Maximilian Kuhn
Friedrich Adalbert Maximilian Kuhn (Berlino, 3 settembre 1842 – Berlino, 13 dicembre 1894) è stato un botanico tedesco.

## Biografia
Studiò scienze naturali a Berlino, dove la sua influenza principale era Alexander Braun. Mentre era ancora uno studente, partecipò a un viaggio botanico nei Carpazi sotto la direzione di Paul Friedrich August Ascherson. Dal 1870 in poi insegna presso la Konigstadtische Realschule di Berlino. Nel 1889 riceve il titolo di professore.
Dopo la morte di Georg Heinrich Mettenius, pubblicò il suo patrimonio scientifico, Reliquiae Mettenianae, nel 35 ° volume di Linnaea (1867-68).

## Opere
- Kuhn, Maximilian Friedrich Adalbert. Beitrage zur Mexicanischem Farnflora. Halle. 1869.
- Kuhn, Maximilian Friedrich Adalbert. Filices Africanae. W. Engelmann, Lipsiae. 1868. i,233pp, 1 plate, 240 mm.
- Kuhn, Maximilian Friedrich Adalbert. Filices Deckenianae. Typis Breitkopfii & Haertelii, Lipsiae. 1867. 2,26,(2) pp, 220 mm.
- Kuhn, Maximilian Friedrich Adalbert. Filices Novarum Hebridarum. Wien. 1869.